# Cook Sosa
Cook Sosa è il venticinquesimo mixtape del rapper statunitense Chief Keef, pubblicato il 17 ottobre 2017 dalle etichette discografiche Glo Gang e RBC Records.

## Tracce
1. Hypeman – 3:47
2. Hood Rich – 4:02
3. What Bosses Do – 3:18
4. No Days Off – 4:13
5. Coming Soon – 3:01
6. On Top – 2:13
7. F&N – 2:00
8. I'm On – 3:15